# Aglais septentrionalis
Aglais septentrionalis är en fjärilsart som beskrevs av Edward Bagnall Poulton 1927. Aglais septentrionalis ingår i släktet Aglais och familjen praktfjärilar. Inga underarter finns listade i Catalogue of Life.